# Vista Hermosa II
Vista Hermosa II är en ort i Mexiko.   Den ligger i kommunen San Andrés Tuxtla och delstaten Veracruz, i den sydöstra delen av landet, 400 km öster om huvudstaden Mexico City. Vista Hermosa II ligger 35 meter över havet och antalet invånare är 126.
Terrängen runt Vista Hermosa II är huvudsakligen platt, men åt nordost är den kuperad. Runt Vista Hermosa II är det ganska glesbefolkat, med 47 invånare per kvadratkilometer. Närmaste större samhälle är Hueyapan de Ocampo, 17,3 km sydost om Vista Hermosa II. Omgivningarna runt Vista Hermosa II är en mosaik av jordbruksmark och naturlig växtlighet.